# Stavovské panství

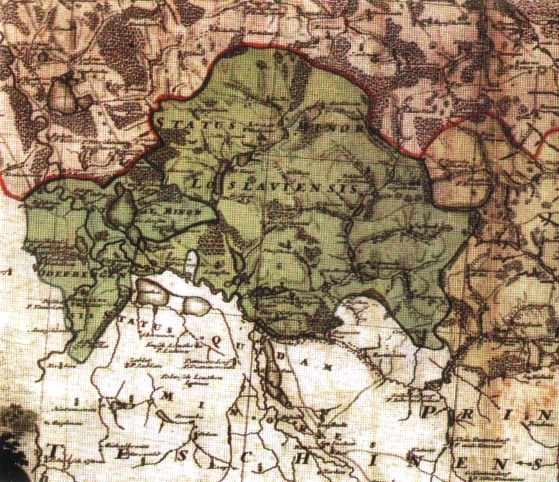
Mapa Wodzislavského stavovského panství z roku 1736

Stavovské panství též immediátní panství (německy Freie Standesherrschaft, polsky Państwo stanowe) byla správní jednotka, resp. autonomní vrchnostenské panství ve Slezsku a v Lužici od 15. století.

## Význam
Pojem stavovská panství se používal ještě ve třech dalších významech:
1. Panství německých mediatizovaných rodů po roce 1806 (bývalá říšská knížectví a hrabství). V jejich názvu se vynechává výraz "Svobodné" na rozdíl od Svobodných stavovských panství zemí Koruny české.
2. Tzv. stavovská panství, zřizovaná v 19. století Pruskou korunou mimo bývalé země Koruny české, disponovala jen malou mírou autonomie, ovšem s jejich držbou bylo spojeno privilegium zasedat v kurii stavovských pánů na zemských sněmech (1814 panství Neu-Hardenberg v Braniborsku, 1819 knížectví Krotoszyn v Poznaňsku, 1827 panství Cappenberg a Scheda ve Vestfálsku, 1839 panství Boitzenburg (od roku 1856 hrabství) v Braniborsku, 1840 hrabství Putbus na Rujáně, 1841 hrabství Dohna ve Východním Prusku, 1843 hrabství Rautenburg ve Východním Prusku, aj.).
3. V Bádenském velkovévodství byly jako stavovská panství označovány některé domény náležející velkovévodskému domu.

## Svobodná stavovská panství ve Slezsku
Stavovská panství vznikala ze slezských knížectví, v kterých vymřel knížecí rod a připadla panskému rodu, případně došlo k povýšení prostého panství na stavovské. Stavovská panství se dělila na status minor a svobodná stavovská panství status maior, která disponovala stejnou mírou autonomie, jen jejich držitelé mohli navíc zasedat na sněmu slezských knížat. K autonomním právům, víceméně stejným, jakými byly obdařena slezská knížectví, patřilo právo vlastní správy s funkcemi jako kancléř, komoří apod., kostelní a školní patronát, výkon soudnictví druhé instance (původně i hrdelní soudnictví pro poddané), dohled nad lesní správou a lovectvím, v některých případech horní regál, právo na vlastní lenní šlechtu a v době protireformace velmi důležité právo na určení "státního" náboženství na panství. O autonomii přišla panství v Prusku kolem roku 1830, v Českém Slezsku roku 1848, resp. 1850, některá práva, zejména u pruských panství, ale přetrvala do konce monarchie, potažmo do roku 1945.
Svobodná stavovská panství byla vyloučena z knížecí správy a podléhala bezprostředně českému králi. Pokud se týkalo justice, odvolacím soudem byl až pražský apelační soud. Majitelé svobodných stavovských panství zasedali ve slezském sněmu ve knížecí kurii, nicméně měli jen jeden hlas dohromady (zatímco knížata měla každý svůj hlas).

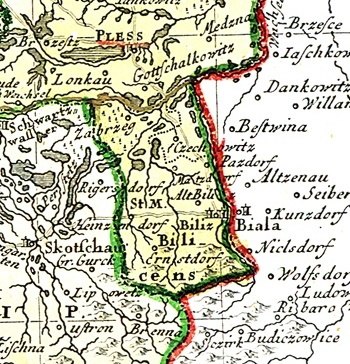
Mapa Bílského panství z roku 1746

Stavovská panství status minor byla taktéž vyňata ze správy knížectví, v jehož hranicích ležela, ale neměla zastoupení v knížecí kurii. V roce 1740 jich bylo ve Slezsku 24.

### Svobodná stavovská panství ve Slezsku byla tato
- Siedlisko – Bytom Odrzański (Carolath-Beuthen) 1697–1830 (1945) od r. 1741 knížectví
- Syców (Groß-Wartenberg) 1489–1830 (1945)
- Żmigród (Trachenberg) 1492–1830 (1945) od r. 1741 knížectví, od r. 1900 vévodství
- Bytom (Oberbeuthen) 1697–1830 (1945)
- Milíčské panství (dnes Milicz, něm. Millitsch) 1494–1830 (1945)
- Pštinské panství (Pleß) 1509–1830 (1945) od r. 1826 knížectví[4]
- Minsterbersko-frankenštejnské panství (Münsterberg-Frankenstein) 1795–1830 (1945) – nástupce Minstrberského knížectví[5]
- Niemodlin (Falkenberg) 1581–1830 (1945)
- Slavěnčice (Slawentzitz) 1702–1830 (1945) od r. 1861 vévodství pod názvem Ujazd (Ujest)
- Bílské panství 1751–1850 (1945) od r. 1752 knížectví, od r. 1754 vévodství
- Goszcz (Goschütz) 1744–1830 (1945)
- Chojnik – Cieplice Śląskie-Zdrój (Kynast-Warmbrunn) 1825–1830 (1945)
- Książ – Valbřich (Fürstenstein-Waldenburg) 1840–1945[6]

### Svobodná menší panství (status minor) ve Slezsku byla tato

Mapa Rakouského Slezska v roce 1746 s knížectvími a stavovskými panstvími

- Albrechtice 1459–1773[7]
- Bílské panství 1572–1751. povýšeno na panství se statusem maior
- Bogunov (Bogenau)
- Bohumínské panství 1697–1850
- Borek (Großburg)
- Bruntál (Freudenthal) 1639–1850 – v l. 1682–1684 řádové vévodství Bruntál
- Czieszków (Freyhan) – od r. 1660
- Doubrava u Orlové (Dombrau)[8]
- Frýdecké panství 1571–1850
- Fryštátské panství 1571–1850
- Chełmsko Śląskie (Schömberg)
- Goszcz (Goschütz) 1670–1744 povýšeno na panství se statusem maior
- Kraicka
- Królikowicze (Krolkwitz)
- Łażany (Laasan) 1827–1830 (1945)
- Leśnica (Lissa)
- Lubliniec (Lublintz) 1587 – ?
- Małkowice (Malkwitz)
- Mysłowice (Myslowitz)
- Německá Lutyně
- Nové Zámky u Milíče (Neuschloss) 1660–1830 (1945)
- městské panství Opava
- Orlová (Orlau)[8]
- Petrovice
- Ráj
- Romnów (Rommenau)
- Roztoka (Rohnstock)
- Rychvald
- Ściborzyce Małe (Steubendorf)
- Skočov (Skoczów) 1573–1594
- Sułów (Sulau) 1837 – ?
- Uraz (Auras)
- Wodzisław Śląski (Loslau) 1502–1742

## Svobodná stavovská panství v Horní a Dolní Lužici
Stavovská panství v obou Lužicích se rozsahem své samosprávy shodovala s panstvími ve Slezsku. Pouze namísto zastoupení na sněmu knížat, který v Lužicích neexistoval, bylo zde určeno právo nezávislosti na nařízení zemského fojta, který zastupoval panovníkovy zájmy a posléze i dědičné zastoupení v provinciálním sněmu v kurii panstva. Panovník sám tak byl jediným pojítkem mezi držitelem panství a korunní zemí. V roce 1635 přešla všechna panství pod saskou svrchovanost, většina z nich roku 1815 pod svrchovanost pruskou. Autonomie pruských panství skončila kolem roku 1830, saských pak v roce 1856, resp. 1920. Pro panství v Dolní Lužici nelze obvykle jasně určit datum zřízení, většina jich vznikla spontánně z pozemků nejmocnějších dolnolužických šlechticů. Obojí Lužice také zná pouze panství se statusem maior.
Lužická stavovská i ostatní panství získala svá mimořádná privilegia především v průběhu 16. století. 1. února 1507 potvrdil Vladislav Jagellonský na žádost svého bratra Zikmunda, tehdy horno- a dolnolužického zemského fojta napříště fojtům obou zemí právo udílet léna bez královského potvrzení. V roce 1526 potom Ludvík Jagellonský povoluje držitelům lén v obou Lužicích s nimi nakládat prakticky po libosti. Nejzásadnější bylo ovšem tzv. Privilegium Ferdinandeum, vydané 26. května 1538 ve Zhořelci králem Ferdinandem I. Toto privilegium se již týkalo pouze Dolní Lužice a omezovalo královská práva, takže král mohl v případě zrady pouze udělit pokutu nebo zabrat statek, nikoli však vzít si zpět léno. To bylo nadále možné jen v případě vymření všech přímých potomků a zároveň při současném vymření spoluvlastníků léna (léno totiž bývalo mnohdy později rozděleno mezi více držitelů). Tím se de facto rušilo právo královské odúmrti. Není náhoda, že většina stavovských panství povstala během několika desítek let, od vydání tototo privilegia.

### Čtyři stavovská panství ležela vHorní Lužici
- Muskau (lžsb. Mužakow) – cca 1390–1830 (1945)
- Závidov (později Reibersdorf) – 1558–1856/1920 (1945) – někdy zvané také hrabství[5]
- Hoyerswerda (lžsb. Wojerecy) – 1544–1830 (1945)
- Königsbrück – 1562–1856/1920 (1945)

### VDolní Lužicije za stavovská panství považováno třináct panství
- Sonnewalde (lžsb. Groźišćo) – 1481–1830 (1945)
- Lieberose (lžsb. Luboraz)
- Żary (něm. Sorau)
- Forst (lžsb. Baršć)
- Lübbenau (lžsb. Lubnjow)
- Straupitz (lžsb. Tšupc)
- Brody (něm. Pförten)
- Drehna (lžsb. Tranje)–1669–1830 (1877)
- Gębice (něm. Amtitz)
- Teupitz (tzv. Schenkenländchen)
- řádový okrsek Friedland (lžsb. Bryland)
- Dobrilugk (lžsb. Dobraluca) – cca 1550–1600
- Groß Leuthen (lžsb. Lotol) – 1646–1830 (1841)

Stavovské panství Baruth (1596–1830/1945) nebylo nikdy součástí Dolní Lužice, nýbrž Saska, po rocece 1815 Pruska. Ležela ovšem bezprostředně za dolnolužickou západní hranicí a patrně bylo zřízeno pod českým vlivem. Panství Teupitz (v 18. století spojené s braniborským Königs-Wusterhausenem) náleželo původně k Dolní Lužici (v jejím rámci připomínáno ještě jako "obyčejné" panství v roce 1307, před rokem 1350 patřilo Míšni, v l. 1350–1370 Braniborsku a pak v l. 1370–1432/62 znovu k Dolní Lužici, než se stalo opět součástí Braniborska. Svou autonomii a práva stavovského panství si vydobylo díky pohraniční poloze a střídání lenních pánů. Panství Sonnewalde a Dobrilugk zase byla prohlášena za stavovská panství v době, kdy tato území již k Dolní Lužici nadále nepatřila a byla přímou součástí Saska (Dobrilugk se po připojení Lužic k Sasku v roce 1635 do svazku stavů Dolní Lužice a tím i do země samé opět vrátil). Některé zdroje chybně uvádí mezi dolnolužickými stavovskými panstvími také klášterní panství Neuzelle. Ačkoli jeho opat zasedal na zemském sněmu v kurii stavovských pánů, jeho panství privilegia stavovských panství nikdy neobdrželo.

## Zvláštní případy

### Frankenštejnská vikipilda a související území
Ještě před vznikem prvních stavovských panství ve Slezsku došlo k oddělení tzv. Frankenštejnské vikipildy, která se postupně dostala v léno třem českým panským rodům. V roce 1351 Frankenštejn s okolím oddělil od svého knížectví a odprodal české Koruně zadlužený minsterberský kníže Bolek III., čímž vznikla zdejší samospráva (vikipilda). Frankenštejnsko spolu s klášterem v Kamenci i českým Kladskem, které tehdy ještě nebylo hrabstvím, získal v roce 1431 od Koruny do zástavy kladský hejtman Půta mladší z Častolovic. Ten měl již od roku 1426 právo razit v Kladsku mince a toto právo přenesl i do téměř nezávislého Frankenštejnska. Půta byl navíc od roku 1429 i zástavním pánem samotného Minsterberského knížectví a jeho frankenštejnská a minsterberská zástava mu byly proměněny roku 1434 v dědičné léno. Vlastnictví slezského knížectví Půtovi dávalo vladařská práva, ačkoli neznamenalo automaticky přiznání knížecího (vévodského) titulu. Po Půtově smrti zdědil léno Hynek Krušina z Lichtenburka, který se oženil s vdovou po Půtovy, Annou z Koldu. Hynkovi Krušinovi se podařilo roku 1441 získat znovu do zástavy také Kladsko. Mincovní právo a další vladařská práva, jako vlastní zemský soud, výběr cla a vlastní lenní šlechta byla rovněž předmětem dědictví po Častolovicovi.  Lichtenburk však přepjal své finanční možnosti a musil své slezské léno i kladskou zástavu roku 1454 prodat Jiřímu z Poděbrad, který v této době byl zemským správcem, ovšem zemi koupil jako soukromá osoba, nikoli jménem Koruny.  Svou koupi si Jiří roku 1456 pojistil vyplacením nároku knížete Arnošta Opavského (Arnoštův zesnulý bratr Vilém byl manželem Půtovy dcery Salome), od kterého navíc od roku 1454 skupoval také Opavsko, přemyslovské rodové knížectví. Jiří obě slezská knížectví i Kladsko a Frankenštejn držel zpočátku jako pouhý pán, neměl nárok na knížecí důstojnost. Po nástupu na trůn povýšil v roce 1459 Kladsko na hrabství, což si nechal téhož roku ztvrdit i císařem Fridrichem III., od kterého si zároveň vyprosil povýšení svých synů v roce 1459 (Viktorin) a 1462 (Jindřich a Hynek) na říšská knížata a knížata (vévody) z Minsterberku i hrabata kladská. Jiřího synové se posléze ve Slezsku ujali skutečné vlády již jako knížata, ale povědomí o zvláštním postavení Frankenštejnska, které se nikdy knížectvím nestalo, nevymizelo. Roku 1472 král Vladislav jmenuje výslovně Frankenštejnsko zvlášť při udělení Minsterberska v léno knížeti Jindřichovi a v l. 1509–1529 je Frankenštejn opět dočasně a naposledy od Minsterberského knížectví oddělen a dán v zástavu knížeti Janu II. Opolskému.  Zvláštní pojmenování jako dvou území se udrželo ještě v pruských úředních záznamech v 19. století (viz výše). Ačkoli se v dobových právních dokumentech nesetkáváme s termínem „Stavovské panství“, vzhledem k obdobným quasi-vladařským právům o nich zřejmě můžeme v případě Frankenštejnska a snad i Minsterberska (event. poděbradovské části Opavska a českého Kladska) hovořit, neboť je v l. 1434-1458 držely postupně tři příslušníci panského stavu, ovšem nadaní vladařskými právy slezských knížat.

### Ašsko
Panství Aš bývalo původně říšským lénem (zpočátku součástí Fojtlandu) a říšsky bezprostředním územím. V roce 1331 bylo prodáno českému králi Janu Lucemburskému, ovšem Česká koruna Ašské panství nadále udílela opětovně v léno. Po událostech šmalkaldské války a Wittenberské kapitulace, kdy se zbytek Fojtlandu na čas dostal zpět pod českou vládu, prohlásil císař Ferdinand I. v roce 1557 Ašsko za léno českého státu. V Ašsku platily ovšem (na rozdíl od Čech a Moravy) říšské zákony. Lenní panství bylo od roku 1394 v držení rodu Zedwitzů, kteří v l. 1766 a 1790 získali také hraběcí titul. Částečná nezávislost na českých zákonech umožnila dokonce i po vydání Obnoveného zřízení udržet na panství evangelické náboženství. K rekatolizaci zde nedošlo. Roku 1774 ovšem Marie Terezie provedla plnou mediatizaci Ašska a jeho inkorporaci do českého státu.  